# Pieve di Bono-Prezzo
Pieve di Bono-Prezzo est une commune italienne d'environ 1 500 habitants située dans le val Giudicarie (province autonome de Trente, région du Trentin-Haut-Adige) dans le nord-est de l'Italie. Créée le 1er janvier 2016, elle est issue de la fusion de Pieve di Bono et Prezzo.
Les communes limitrophes sont  Borgo Chiese, Castel Condino, Ledro, Sella Giudicarie, Tione di Trento et Valdaone.